# Mein kleines Land
My Small Land (japanisch マイスモールランド) ist ein japanischer Spielfilm unter der Regie von Emma Kawawada aus dem Jahr 2022. Am 12. Februar 2022 wurde der Film in der Sektion Generation bei der 72. Berlinale uraufgeführt.

## Inhalt
Sarya ist eine siebzehnjährige kurdische Schülerin aus der Türkei, deren Familie als Geflüchtete in Japan lebt, seitdem sie fünf Jahre alt ist. Ihre Familie versucht auch dort, ihre kulturelle Identität zu bewahren. Trotzdem fühlt sich Sarya auch in ihrem neuen Heimatland Japan zu Hause. Sie ist zufrieden mit ihrem Leben, weil sie Freunde hat und ihre schulischen Leistungen gut genug sind, um sie von einem Studium träumen zu lassen. Ihre Beziehung zu Sota entwickelt sich zu mehr als nur Freundschaft. Doch dann ändert sich ihr Leben radikal, als ihrer Familie der Flüchtlingsstatus aberkannt wird und ihnen damit das Arbeiten verboten ist und ihre Bewegungsfreiheit eingeschränkt wird. Ihr Vater wird wegen illegaler Arbeit festgenommen, der er trotzdem nachgegangen ist, um seine Familie zu ernähren. Plötzlich trägt Sarya die ganze Verantwortung für ihre jüngeren Geschwister und für ihr eigenes Leben.
My Small Land ist ein Film über den Balanceakt einer Jugendlichen, unter schwierigen Bedingungen ihren Platz in der Welt zu finden.

## Hintergrund
Japan vertritt eine restriktive Flüchtlingspolitik. In den letzten Jahren erhielten weniger als 1 Prozent aller Asylbewerber eine Aufenthaltserlaubnis, 2020 waren das 47 Personen. Entsprechend schwierig und unsicher ist die Zukunft von Geflüchteten in Japan. Auf dem ersten offiziellen Filmplakat von My Small Land wird die bikulturelle Problematik des Films durch die zwei Sprachen hervorgehoben: Dort steht der Titel auf Kurdisch (We latê min ê biçûk) und Japanisch. Das zweite offizielle Filmplakat porträtiert die Hauptdarstellerin Sarya und fasst durch einen Satz ihre Gedanken zusammen: Ist es eine Sünde hier bleiben zu wollen? (ここに居たいと願うことは罪ですか?).
My Small Land ist der Debütfilm der Regisseurin Emma Kawawada, er feiert auf der Berlinale Weltpremiere. Die Hauptfigur Sarya wird von Lina Arashi dargestellt, die zum ersten Mal als Schauspielerin vor der Kamera steht. Daiken Okudaira, der ihren Freund Sota spielt, hat bereits in dem japanischen Film Mother (2020) mitgewirkt. Der Film wurde von der AOI Pro. mit Unterstützung des staatlichen japanischen Fernsehsenders NHK und der FILM-IN-EVOLUTION (Frankreich) produziert.  Vertrieben wird My Small Land von der Bandai Namco Arts Co. Ltd. (株式会社バンダイナムコアーツ). Der Kinostart in Japan war am 6. Mai 2022.
Der Film erhielt überwiegend positive Kritiken, er wurde als „a delicate coming-of-age-story“ bezeichnet, der die Probleme der jungen Kurdin folgendermaßen präsentiert: „... in a delicate and intimate way, inflected in a beautiful sadness that comes from uncertainty about the future.“ In einer anderen Kritik stand: „My Small Land is a landmark achievement.“

## Auszeichnungen
2018 erhielt Emma Kawawada für das Drehbuch von My Small Land den Korea Creative Content Agency (KOCCA) Award und den ARTE International Prize. Der Preis wurde auf der koreanischen Veranstaltung Asian Project Market verliehen.
My Small Land wurde für den Amnesty International Film Award der Berlinale vorgeschlagen, eine Auszeichnung, die von Amnesty International vergeben wird. Zum ersten Mal wurde auf der Berlinale ein japanischer Film dafür nominiert.
2022 wurde My Small Land beim Hong Kong Asian Film Festival für den New Talent Award nominiert.